# Dacnis viguieri
Dácnis-esverdeado ou saí-esverdeado (Dacnis viguieri) é uma espécie de ave da família Thraupidae.
Pode ser encontrada nos seguintes países: Colômbia e Panamá.
Os seus habitats naturais são: florestas subtropicais ou tropicais húmidas de baixa altitude.
Está ameaçada por perda de habitat.